# Christopher Viehbacher
Christopher Viehbacher, né le 26 mars 1960 de nationalité germano-canadienne, a été le directeur général du groupe Sanofi du 1er décembre 2008 au 29 octobre 2014. 

## Formation
Issu d'une famille allemande et canadienne, il étudie à l'Université Queen's en Ontario, où il obtient un diplôme d'expert-comptable.

## Carrière
Après une carrière d'auditeur chez PricewaterhouseCoopers, il rejoint en 1988 le groupe Wellcome, qui devient GlaxoWellcome et enfin GlaxoSmithKline en 2000, en tant que directeur financier de la filiale allemande. En 1995 il devient le dirigeant de la filiale française de GlaxoSmithKline.
À son dernier poste chez GSK, Christopher Viehbacher était responsable des opérations pharmaceutiques pour l'Amérique du Nord, membre du Conseil d'Administration et Vice-Président du Portfolio Management Board prenant les décisions stratégiques en R&D pour le groupe GSK.
Il rejoint le groupe Sanofi le 1er décembre 2008, alors que six des sept premiers médicaments (Taxotere, Lovenox, Aprovel, Plavix, Ambien CR et Eloxatine) vont perdre leur brevet entre 2009 et 2012 et entraîner une chute d'environ 40 % du chiffre d'affaires et il opère une transformation du groupe vers les médicaments en vente libre, une R&D transformée et tournée vers les partenariats universitaires.
Il opère également un recentrage vers les biotechnologies avec le rachat de Genzyme en 2011 et un développement de l'entreprise vers les pays émergents à forte croissance.
Le 5 juillet 2012, Christopher Viehbacher a présenté des réflexions portant sur les activités de Sanofi en France à l’horizon 2015, conduisant à un projet d’évolution des activités en France à l’horizon 2015 communiqué le 11 octobre 2012.
Sous la direction de Christopher Viehbacher de décembre 2008 à octobre 2014, Sanofi a supprimé en France près de 5 000 emplois. En 2014, 2015, des enquêtes journalistiques  de l'équipe d'Elise Lucet et aussi du Canard enchaîné, montrent que Sanofi supprime des emplois dans le but de « réduire l'empreinte industrielle du groupe  en Europe » ceci permettant de dégager de la trésorerie ce qui envoie un message positif aux investisseurs,,,,.
Le 29 octobre 2014, Christophe Viehbacher est évincé de ses fonctions de directeur général de Sanofi par le conseil d'administration qui estime que « la poursuite du développement du groupe exige aujourd’hui un management fédérant plus largement les talents, une focalisation plus grande sur l’exécution et une collaboration étroite et confiante avec le Conseil ». Il bénéficie d'un « parachute doré » d'un montant de 4,4 millions d’euros. Il est remplacé par Olivier Brandicourt.

## Autres activités
- Christopher A. Viehbacher a été élu le 24 juin 2013 président de l'EFPIA (Fédération Européenne des Industries et Associations Pharmaceutiques) pour un mandat de 2 ans[14].
- Christopher Viehbacher est membre du conseil d'administration de la PhRMA, le syndicat professionnel des entreprises pharmaceutiques aux États-Unis[15].
- Membre du conseil de l'Ecole de commerce Fuqua, université Duke, depuis 2008[16].

## Distinction
Il a été fait chevalier de la Légion d'honneur en 2003.

## Revenus
En tant que directeur général de Sanofi-Aventis, Christopher Viehbacher a perçu 3 605 729 € en 2010  et 7,1 millions d'euros en 2012 . Lors de sa prise de fonction en 2008, il perçut un bonjour doré (en référence aux parachutes dorés) d'un montant de 2,2 millions d'euros ainsi que dix années d'ancienneté pour sa retraite chapeau.
À l'occasion de l'assemblée générale du 5 mai 2014, la journaliste de France 2 Élise Lucet questionne Christopher Viehbacher au sujet de sa rémunération : « Vous allez toucher un salaire de plus de 8 millions d’euros, soit 508 fois le SMIC, est-ce qu’une telle somme ne vous parait pas indécente dans le climat actuel ? ». Serge Weinberg rappelle que le directeur général ne décide pas lui-même de son salaire et que la somme de 8 millions d'euros n’est qu’une estimation.

## Vie privée
Il est marié et père de trois enfants.

## Vente illégale de médicaments
En juillet 2012, GlaxoSmithKline verse 3 milliards de dollars pour mettre fin à des poursuites intentées aux États-Unis et qui portaient sur des faits qui se sont déroulés entre 2000 et 2008. Christopher Viehbacher fait partie des cadres qui auraient poussé à la vente du médicament Advair pour traiter toutes les formes d'asthmes, alors que l'agence du médicament n'avait autorisé le produit que pour les formes les plus sévères[réf. nécessaire]. En 2004, il a notamment déclaré aux actionnaires du groupe : « La véritable occasion avec Advair, c'est que nous pouvons maintenant convaincre les médecins qu'il n'y a pas telle chose comme souffrir d'un asthme léger ou grave : vous souffrez simplement d'asthme. »,.